# Thrixspermum tortum
Thrixspermum tortum är en orkidéart som beskrevs av Johannes Jacobus Smith. Thrixspermum tortum ingår i släktet Thrixspermum och familjen orkidéer. Inga underarter finns listade i Catalogue of Life.